# Stele von Louargat

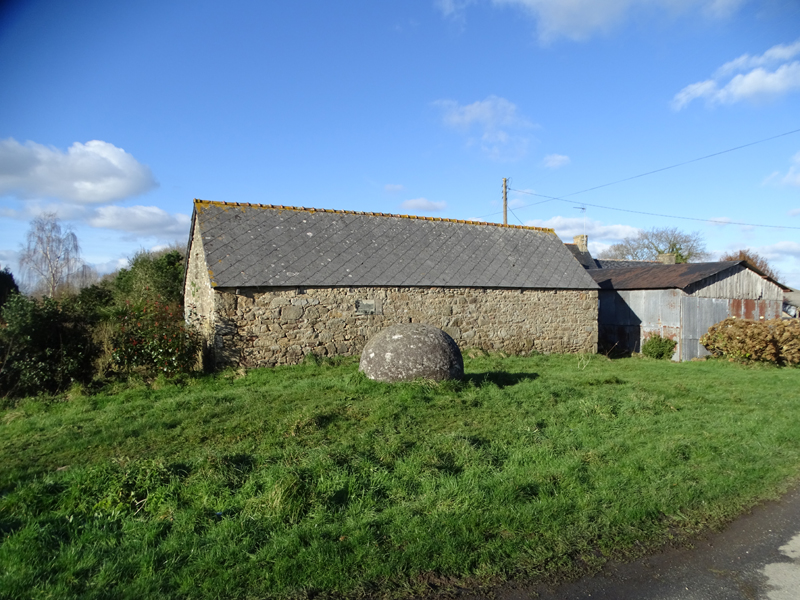
La Boule – Stèle Saint-Michel

Die Stele von Louargat befindet sich östlich der Straße D31, nördlich von Louargat und westlich von Guingamp im Département Côtes-d’Armor in der Bretagne in Frankreich.
Die kugelförmige gallische Stele La Boule – Stèle Saint-Michel wird in die Eisenzeit (500 bis 400 v. Chr. – frühe Latènezeit) datiert. Die etwa 2,0 Meter breite und 1,5 Meter hohe Stele aus Granit gehört zum heidnischen Kult.
Die Kugel wäre, so die Legende, durch den Heiligen Michel vom Gipfel des 302 m hohen Méné-bré gestartet worden, der den Teufel jagen oder töten wollte, der sich im Dorf versteckte. Die Schälchen auf dem Stein seien der Fingerabdruck von Saint Michel.

## Die Menhire von Pergat
In Louargat befinden sich auch die Menhire von Pergat. Die beiden Menhire wurden wenige Meter voneinander entfernt im Talgrund errichtet.